# Ant-Man and the Wasp: Quantumania (soundtrack)
Ant-Man and the Wasp: Quantumania (Original Motion Picture Soundtrack) is de originele soundtrack voor de Marvel Studios-film Ant-Man and the Wasp: Quantumania, gecomponeerd door Christophe Beck. Het album werd digitaal uitgebracht op 15 februari 2023 door Hollywood Records.
Het eerste nummer "Theme from Quantumania" werd eerder op 12 februari 2023 als single uitgebracht.

## Tracklijst
Alle muziek is geschreven door Christophe Beck.

| Nr. | Titel                                | Duur |
| --- | ------------------------------------ | ---- |
| 1.  | Theme from Quantumania               | 2:33 |
| 2.  | We Should Be Dead                    | 2:21 |
| 3.  | What Is This Place?                  | 1:48 |
| 4.  | Skies of Axia                        | 2:44 |
| 5.  | The Hunter                           | 4:24 |
| 6.  | Fifty Shades of Kang                 | 3:23 |
| 7.  | Quantum Nexus                        | 3:16 |
| 8.  | The Conqueror                        | 6:17 |
| 9.  | Through the Storm                    | 3:14 |
| 10. | Sting Operation                      | 2:17 |
| 11. | Honey, I Shrunk the Energy Core      | 3:02 |
| 12. | Look Out for the Little Guy          | 2:11 |
| 13. | He's Kang, He Saw, He Conquered      | 1:23 |
| 14. | Sting Low, Sweet Variant             | 3:41 |
| 15. | Like Father Like Daughter            | 1:09 |
| 16. | Kang Bang                            | 3:19 |
| 17. | Alien Ant Harm                       | 2:29 |
| 18. | Threnody for a Reformed Dick         | 2:21 |
| 19. | Lang vs. Kang                        | 2:49 |
| 20. | Don't Let Go                         | 2:17 |
| 21. | Hymenoptera                          | 2:32 |
| 22. | Holes (featuring David Dastmalchian) | 0:44 |